# Día Internacional del Deporte para el Desarrollo y la Paz
El Día Internacional del Deporte para el Desarrollo y la Paz es una jornada conmemorativa que se celebra el 6 de abril desde 2014, fue establecida el 23 de agosto de 2013 por la Asamblea General de las Naciones Unidas.

## Proclamación
El 23 de agosto de 2013 AGNU proclamó el Día Internacional del Deporte para el Desarrollo y la Paz. Esta designación se realizó con el propósito de reconocer el papel fundamental que el deporte y la actividad física juegan en la promoción de los derechos humanos, el desarrollo económico y social, y la paz mundial.

## Celebración
La celebración se realiza el 6 de abril, conmemorando la apertura de los primeros Juegos Olímpicos modernos de 1896 en Atenas, y destacando el papel del deporte en promover la paz y la amistad. Desde su primera celebración en 2014, este día ha enfatizado el valor del deporte para unir comunidades, fomentando la tolerancia, el respeto y la comprensión mutua. A través de eventos globales y acciones locales, se busca no solo celebrar la actividad física, sino también utilizarla como un vehículo para el avance hacia metas de desarrollo sostenible y paz.

## Temas
- 2021: La importancia del Deporte para el Desarrollo y la Paz[6]
- 2022: Garantizar un futuro sostenible y pacífico para todos: la contribución del deporte[7]
- 2023: Marcar tantos por las personas y el planeta[8]
- 2024: El deporte como instrumento para promover sociedades pacíficas e inclusivas[9]